# Leidenskalan
Leidenskalan är en temperaturskala som uppfanns i staden Leiden i Nederländerna år 1894. Den användes i början av 1900-talet för att kalibrera låga temperaturer, genom att tillhandahålla konventionella värden av heliumångtryck. Idag används den inte längre. 
Den absoluta nollpunkten motsvarar -20,15 °L.